# Таня Фішерова
Ташана Фішерова (чеськ. Taťana Fischerová; 6 червня 1947, Прага, Чехословаччина — 25 грудня 2019) — відома також під сценічним ім'ям Таня Фішерова (чеськ. Táňa Fischerová) — чеська акторка, письменниця, телеведуча, політична і громадська діячка.

## Життєпис
Таня Фішерова народилася у післявоєнній Празі в родині театрального режисера і балерини. Деякий час навчалася в музичній академії в Брно, але кинула навчання після того, як наприкінці 1960-х років була запрошена грати до празького Театрального клубу, де пропрацювала шість сезонів. У той же час Фішерова активно знімалася в кіно. Серед робіт за її участі значаться фільми «Блукання» (чеськ. Bloudení), «Готель для чужоземців» (чеськ. Hotel pro cizince), «Подовжений час» (чеськ. Prodloužený čas). У 1973 році в період чехословацької нормалізації була звільнена. Продовжила свою кар'єру актриса у театрі Іржі Волькера, але після народження сина залишила трупу.
У 1989 році Таня Фішерова підписала петицію «Кілька пропозицій» (чеськ. Několik vět), що була підготовлена ініціативною групою Хартії-77 і стала формою відкритого вираження незгоди із політикою держави. Ця подія стала відправною точкою суспільно-політичної діяльності Ташани Фішерової.
У 2002 році як незалежна кандидатка, була підтримана партією «Союз свободи — Демократичний союз» Фішерова була обрана до Палати депутатів Парламенту Чеської Республіки. Вона входила до складу петиційного комітету, комітету з освіти, науки і культури, просувала законопроєкти з екології та захисту навколишнього середовища. Через 4 роки від «Партії зелених» обиралася до Сенату Чехії, однак набраних партією голосів не вистачило, щоб Фішерова була представлена у верхній палаті парламенту.
У 2013 році Ташана Фішерова стала однією з трьох жінок-кандидатів на посаду президента Чехії. За підтримки «Партії зелених» нею було зібрано майже 65 тисяч підписів громадян (при необхідних 50 тисячах). У першому турі виборів з показником 3,23 % (166 211 голосів) Фішерова посіла лише 7-е місце, що не дозволило їй взяти участь у другому турі.